# Lista över vulkaner på Island

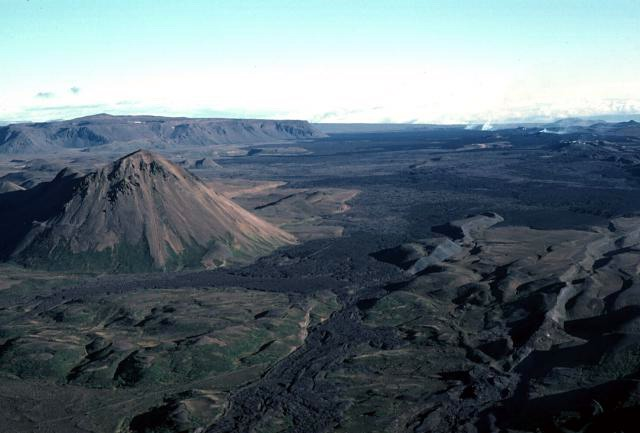
Krafla

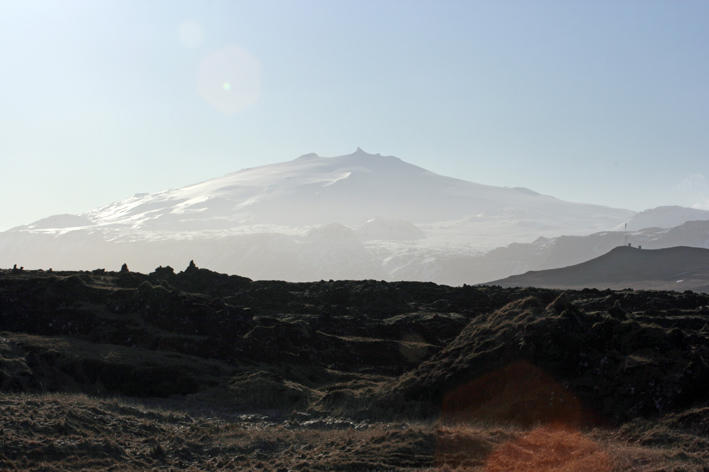
Snæfellsjökull

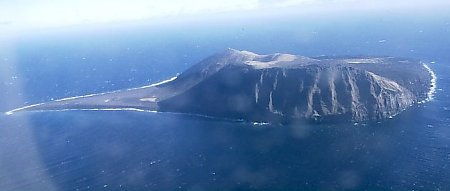
Surtsey

Detta är en lista över vulkaner på Island.

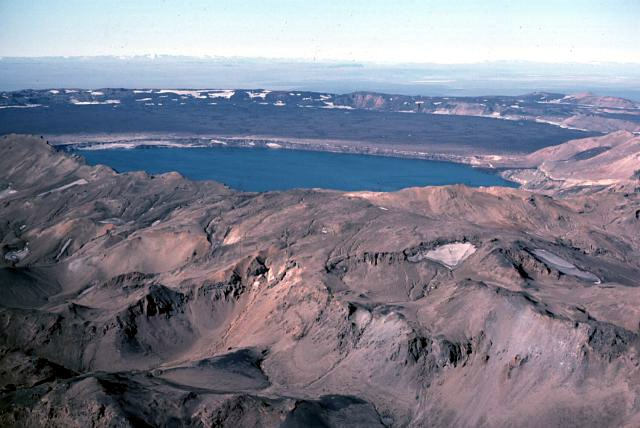
Askja

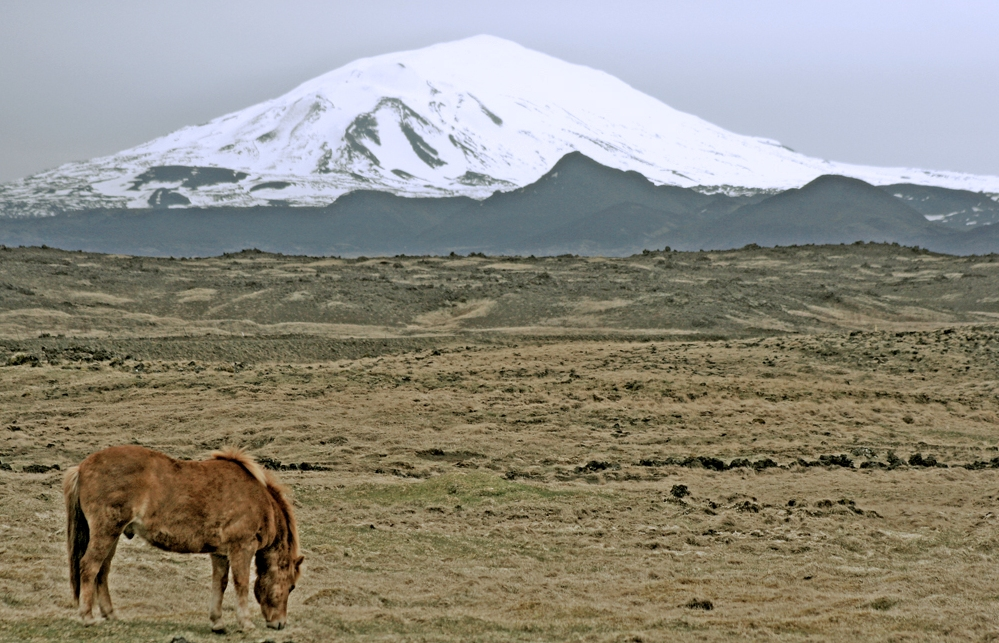
Hekla

| Namn               | Höjd (m ö.h.) | Koordinater                       | Senaste utbrott                                 |
| ------------------ | ------------- | --------------------------------- | ----------------------------------------------- |
| Askja              | 1 516         | 65°02′N 16°45′V / 65.03°N 16.75°V | 1961                                            |
| Bárðarbunga        | 2 005         | 64°38′N 17°34′V / 64.64°N 17.56°V | 2014–2015                                       |
| Brennisteinsfjöll  | 626           | 63°55′N 21°50′V / 63.92°N 21.83°V | 1341 ± 1 år                                     |
| Eldfell            | 279           | 63°26′N 20°15′V / 63.43°N 20.25°V | 1973                                            |
| Eldgjá             | 800           | 64°14′N 18°22′V / 64.24°N 18.37°V | 1784                                            |
| Esjufjöll          | 1 760         | 64°16′N 16°39′V / 64.27°N 16.65°V | 1927                                            |
| Eyjafjallajökull   | 1 666         | 63°38′N 19°37′V / 63.63°N 19.62°V | 2010                                            |
| Fremrinamur        | 939           | 65°26′N 16°39′V / 65.43°N 16.65°V | 800 f.Kr. ± 300 år                              |
| Grímsnes           | 214           | 64°02′N 20°52′V / 64.03°N 20.87°V | 3500 f.Kr.                                      |
| Grímsvötn          | 1 725         | 64°25′N 17°20′V / 64.42°N 17.33°V | 2010                                            |
| Hekla              | 1 491         | 63°59′N 19°42′V / 63.98°N 19.70°V | 2000                                            |
| Hengill            | 803           | 64°11′N 21°20′V / 64.18°N 21.33°V | 90 ± 100 år                                     |
| Herðubreið         | 1 682         | 65°11′N 16°20′V / 65.18°N 16.34°V | -                                               |
| Hofsjökull         | 1 782         | 64°51′N 19°32′V / 64.85°N 19.53°V | okänt; aktiv under holocen                      |
| Hveravellir        | -             | 64°52′N 19°33′V / 64.87°N 19.55°V | -                                               |
| Hverfjall          | 420           | 65°22′N 16°32′V / 65.36°N 16.53°V | ca 500 f.Kr.                                    |
| Jólnir             | 70            | 63°18′N 20°38′V / 63.30°N 20.63°V | 1966; har sedan dess fullständigt eroderat bort |
| Katla              | 1 512         | 63°38′N 19°03′V / 63.63°N 19.05°V | 1918                                            |
| Kerlingarfjöll     | 1 488         | 64°38′N 19°19′V / 64.63°N 19.32°V | okänt; aktiv under holocen                      |
| Kolbeinsey         | 5             | 66°40′N 18°30′V / 66.67°N 18.50°V | 1755                                            |
| Kollóttadyngja     | 1 177         | 65°13′N 16°33′V / 65.22°N 16.55°V | -                                               |
| Krafla             | 650           | 65°44′N 16°47′V / 65.73°N 16.78°V | 1984                                            |
| Krísuvík           | 379           | 63°56′N 22°06′V / 63.93°N 22.10°V | 1340 (?)                                        |
| Krakatindur        | 300           | 63°33′N 19°18′V / 63.55°N 19.30°V | (?)                                             |
| Kverkfjöll         | 1 764         | 64°39′N 16°43′V / 64.65°N 16.72°V | 1968                                            |
| Laki               | 1 725         | 64°04′N 18°13′V / 64.06°N 18.22°V | 1785                                            |
| Langjökull         | 1 360         | 64°45′N 19°59′V / 64.75°N 19.98°V | 925 ± 25 år                                     |
| Loki-Fögrufjöll    | 1 570         | 64°29′N 17°48′V / 64.48°N 17.80°V | 1910                                            |
| Ljósufjöll         | 988           | 64°52′N 22°14′V / 64.87°N 22.23°V | 960 ± 10 år                                     |
| Lýsuhóll           | 540+          | 64°52′N 23°15′V / 64.87°N 23.25°V | okänt; aktiv under holocen                      |
| Öræfajökull        | 2 110         | 64°00′N 16°39′V / 64.00°N 16.65°V | 1727                                            |
| Prestahnúkur       | 1 386         | 64°36′N 20°36′V / 64.60°N 20.60°V | 7550 f.Kr. ± 500 år                             |
| Reykjanesskagi     | 230           | 63°53′N 22°30′V / 63.88°N 22.50°V | 1227 (?)                                        |
| Reykjaneshryggur   | −80           | 63°40′N 23°20′V / 63.67°N 23.33°V | 1970 (?)                                        |
| Snæfellsjökull     | 1 448         | 64°48′N 23°47′V / 64.80°N 23.78°V | -                                               |
| Strokkur           | -             | 64°19′N 20°18′V / 64.31°N 20.30°V | -                                               |
| Surtsey            | 174           | 63°18′N 20°37′V / 63.30°N 20.62°V | 1963                                            |
| Thorolfsfell       | -             | -                                 | -                                               |
| Tindfjallajökull   | -             | 63°47′N 19°34′V / 63.78°N 19.57°V | okänt; aktiv under holocen                      |
| Tjornes            | -             | 66°18′N 17°06′V / 66.30°N 17.10°V | 1868                                            |
| Torfajökull        | 1 259         | 63°55′N 19°10′V / 63.92°N 19.17°V | 1477                                            |
| Tungnafellsjökull  | 1 535         | 64°44′N 17°55′V / 64.73°N 17.92°V | okänt; aktiv under holocen                      |
| Vatnafjöll         | 1 235         | 63°55′N 19°40′V / 63.92°N 19.67°V | ca 1200 år sedan                                |
| Västmannaöarna     | 279           | 63°26′N 20°17′V / 63.43°N 20.28°V | 1973                                            |
| Viti               | 1 516         | 65°03′N 16°43′V / 65.05°N 16.72°V | geotermisk sjö i Askjasystemet                  |
| Viti               | -             | 65°44′N 16°47′V / 65.73°N 16.78°V | del av Kraflasystemet                           |
| Þeistareykjarbunga | 564           | 65°53′N 16°50′V / 65.88°N 16.83°V | 750 f.Kr. ± 100 år                              |

1. ↑  End of the Holuhraun eruption, RUV den 2 mars 2015.
2. ↑  Volcano erupts near Eyjafjallajoekull in south Iceland, BBC den 21 mars 2010.